# Aplopsora nyssae
Aplopsora nyssae är en svampart som beskrevs av Mains 1921. Aplopsora nyssae ingår i släktet Aplopsora och familjen Chaconiaceae.   Inga underarter finns listade i Catalogue of Life.